# 플레이밍 스타
플레이밍 스타(Flaming Star)는 미국에서 제작된 돈 시겔 감독의 1960년 드라마, 서부 영화이다. 엘비스 프레슬리 등이 주연으로 출연하였고 데이비드 와이스바트 등이 제작에 참여하였다.

## 출연

### 주연
- 엘비스 프레슬리
- 스티브 포레스트

### 조연
- 바바라 에덴
- 돌로레스 델 리오
- 존 맥킨타이어
- 로돌포 아코스타
- 칼 스웬슨
- 포드 레인니
- 리차드 재켈
- L.Q. 존스
- 더글러스 딕
- 톰 리스
- 조 브룩스
- 래리 챈스
- 버지니아 크리스틴
- 톰 파든
- 윌리엄 헤린
- 팻 호건
- 찰스 호바스
- 테드 자크
- 로이 젠슨
- 페리 로페즈
- 로드 레드윙
- 가이 웨이
- 레드 웨스트

## 제작진
- 원작자: 클레어 허페이커
- 세트: 월터 M. 스콧
- 세트: G.W. 브렌트슨
- 의상: 아델 밸컨